# Wiener Allgemeine Zeitung
Die Wiener Allgemeine Zeitung (WAZ) war eine vom 1. März 1880 bis zum 11. Februar 1934 erscheinende Wiener Tageszeitung liberaler Richtung. Gegründet wurde sie von Theodor Hertzka, der sie bis 1886 als Herausgeber führte, als langjährige Chefredakteure fungierten unter anderem von 1899 bis 1909 Julius Szeps und von 1927 bis 1934 der Sozialdemokrat Paul Deutsch. Für die WAZ schrieben unter anderem Jakob Julius David, Milan Dubrović, der Drehbuchautor Paul Frank, Géza Herczeg, Robert Hirschfeld, Max Kalbeck, Ignaz von Kolisch, Carl Lafite, Emil Marriot, Alfred Polgar, Richard Specht, Elisabeth Thury, Berta Zuckerkandl-Szeps und der Musikkritiker Gustav Dömpke. Hugo von Hofmannsthal publizierte in der Tageszeitung frühe Lyrik, beispielsweise in der Ausgabe vom 25. Dezember 1896 sein Liebesgedicht „Die Beiden“.
Als Titelzusatz wurde anfangs „Sechs-Uhr-Blatt“, später „Spätabendblatt“ geführt. Die Erscheinungsweise wechselte. Bis 20. Dezember 1888 erschien die Wiener Allgemeine Zeitung als Morgenblatt, Mittagblatt und Sechsuhr-Abendblatt, danach werktäglich abends. Im Laufe ihres Bestehens wechselte die Zeitung mehrmals das Format. Erschien sie ursprünglich im Format 41 × 26,4 cm, so wurde ab 1915 auf 41 × 28 cm gewechselt.
Im Gefolge des Februaraufstandes 1934 musste die Wiener Allgemeine Zeitung ihr Erscheinen einstellen.